# Encinasola de los Comendadores
Encinasola de los Comendadores – gmina w Hiszpanii, w prowincji Salamanka, w Kastylii i León, o powierzchni 33,74 km². W 2011 roku gmina liczyła 215 mieszkańców.